# IQOXE
IQOXE (Industrias Químicas del Óxido de Etileno) és una companyia petroquímica ubicada al Complex Petroquímic de Tarragona a La Canonja.
Es l'únic productor d'òxid d'etilè a Espanya, amb una capacitat instal·lada de 140.000 tones anuals i una plantilla de 120 treballadors, i pertany al grup industrial extremeny Cristian Lay. El 50% de la producció es destina a la fabricació d'etilenglicol, que és una de les primeres matèries per a la producció de polímers PET.

## Història
IQOXE és hereva de l'antiga Industrias Químicas Asociadas (IQA), establerta al Camp de Tarragona el 1964 amb la participació de diverses multinacionals (Shell, Explosivos Río Tinto, Hoechst, Cepsa, etc.) i dedicada inicialment al cracking de naftes. El 1978 es va posar en servei la planta d'òxid d'etilè i glicols, i el 1985, Shell va adquirir el 100% de les accions, que el 1995 va vendre a La Seda de Barcelona. Aquesta entrà en concurs de creditors i l'any 2014 va vendre la planta de La Canonja per 16,5 milions d'euros i la d'Artenius Espanya al Prat de Llobregat (Baix Llobregat), dedicada al plàstic reciclat, per 100.000 euros, al grup extremeny Cristian Lay, controlat en un 85% per l'empresari extremeny Ricardo Leal. Llavors, el president d'IQA, José Luis Morlanes, passà a ser conseller delegat d'IQOXE.
Ricardo Leal (nascut el 15 d'octubre del 1955) posseeix una de les fortunes més elevades d'Extremadura, i té situada la seva residència a la localitat de Jerez de los Caballeros (Badajoz), des d'on gestiona un patrimoni valorat en 230 milions d'euros, segons Forbes. El grup empresarial Cristian Lay començà dedicant-se a la bijuteria, però degut a l'interès del seu propietari per diversificar les inversions, acabà controlant fins a 27 societats en sectors com l'energia, les indústries químiques o l'agricultura, que generen un negoci aproximat de 500 milions d'euros.
La nova planta que es va posar en marxa el juny del 2017 estava destinada a la producció d'espumes, cosmètica, detergents i anticongelants. El 14 de gener del 2020 hi va tenir lloc un accident que va causar tres morts (vegeu Accident petroquímic de la Canonja de 2020).